# Donovaly
Donovaly är en by i Banská Bystrica region i centrala Slovakien. Den är belägen i ett bergspass mellan bergen Veľká Fatra och Starohorské vrchy.